# Mecklenburgare
Mecklenburgaren är en hästras som härstammar från Mecklenburg i Tyskland. Under 1800-talet var Mecklenburgaren populär som körhästar och var väldigt vanliga i Mecklenburg, men under slutet av 1800-talet utrotades den ursprungliga Mecklenburgaren. Idag har rasen återuppfötts och det finns ca 1 600 registrerade avelshästar kvar av rasen och den används numera främst som ridhäst. 

## Historia
Under 1800-talets början hade de hästdragna fordonen sin guldålder och varmblodshästar från Mecklenburg var väl ansedda och populära körhästar som exporterades över hela Europa. Efterfrågan var så stark att avelsindustrin i området blomstrade och det sades att det mot mitten av 1800-talet fanns mellan 5 och 10 avelshästar på varje gods. Flera större stuterier startades i området där man även höll sig med engelska fullblod som användes för att förbättra vagnshästarna.
Den största betydelsen för aveln av mecklenburgare hade hingstdepån på stuteriet Redefin som startades 1812. De var kända för sina utmärkta hingstar, varav många importerades direkt från England. Aveln nådde sin höjdpunkt under den första hälften av 1800-talet när jordbruket låg väldigt lågt. Odlingar bestod främst av havre och hö och det fanns gott om bete och bönderna kunde därför satsa på avel istället för plantager. Aveln gick så bra att regeringen stödde uppfödarna genom att starta upp ett projekt med riktiga regler och standardmått för hästarna. 
Den 26 januari 1828 bestämdes det att alla ston som skulle betäckas skulle visas upp för stuterichefen och veterinär för att få bli godkända. När stoet sedan fött sitt föl skulle båda två visas upp igen för att godkännas. Den 3 juli 1834 gjordes ytterligare en bestämmelse om att tonvikt skulle läggas på gott avelsmaterial hos stona och bönderna uppmanades att enbart behålla sina bästa avelsston. Dessa skulle betäckas gratis året därpå och med detta drag fick man en stam med lite större och grövre hästar som skulle utgöra grunden i mecklenburgaren. 
Under fransk-tyska kriget 1870-1871 användes även mecklenburgarna som stridshästar men under 1800-talets slut började aveln av rasen att förfalla, främst på grund av att staten drog tillbaka sin finansiering av hästavel för att bygga upp jordbruken. Aveln skadades ytterligare av att uppfödarna nu delades i två grupper. Den ena gruppen korsade ut rasen med fler engelska fullblod, ofta av låg kvalitet, för att få ridhästar. Den andra gruppen utnyttjade jordbrukets nya uppåtgång och korsade hästarna med tyngre hästar från England, bland annat Suffolk punch. Nästan hälften av alla hingstar i Redefin bestod nu istället av dessa tyngre arbetshästar. 
Under slutet av 1800-talet var den ursprungliga mecklenburgaren helt utrotad. Istället importerades nya varmblodshästar till Mecklenburg, främst tyska varmblod som oldenburgare, holsteiner och hannoveranare, men även danska varmblod från Danmark. Mecklenburgaren fick sina främsta blodslinjer från hannoveranaren då man ofta bytte avelsmaterial mellan dessa båda raser. Fram till andra världskriget användes de mecklenburgska hästarna främst som stridshästar men efter 1945 avlades rasen ut något med engelskt fullblod och trakehnare för att istället fungera som ridhästar. Idag finns ca 90 avelsston och 1500 avelshingstar inskrivna i stamböckerna.

## Egenskaper

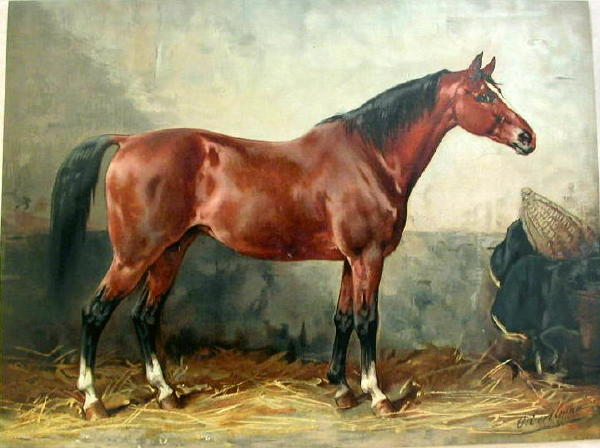
Mecklenburgare, målad av Otto Eerelman

Mecklenburgaren är oftast runt 150-165 cm i mankhöjd men kan bli ända upp till 175 cm. De har fortfarande kvar lite av den kraftiga byggnad som var utmärkande för de ursprungliga Mecklenburgarna, mycket tack vare inblandningen av Oldenburgarna. Huvudet är medelstort och halsen väl musklad och kraftig. Ryggen är rak och länderna och korset är väl utvecklade och muskulösa. Benen är starka med kraftig benstomme även om skenbenen är något korta. Lederna ska vara välformade. 
Hästarna är oftast bruna, svart eller fux, i enstaka fall skimmel. Mecklenburgarna används nu främst som ridhäst som passar utmärkt till både banhoppning eller dressyr men de funkar även som körhästar. De har ett lugnt och lätthanterligt temperament. 